# Paul Stutz
Pour les articles homonymes, voir Stutz.
Paul Stutz, né le 18 juillet 1983 à Banff, est un skieur alpin canadien.  

## Carrière
Paul Stutz, qui a commencé le ski à 18 mois, démarre dans sa carrière internationale dans la Coupe nord-américaine en décembre 1998. Il y gagne deux fois le classement du slalom en 2006 et 2013. 
Il découvre la Coupe du monde en janvier 2004 à Kitzbühel. Après avoir marqué ses premiers points dans un slalom en fin d'année 2006 (20e), il prend part à ses premiers Championnats du monde, sur le slalom qu'il ne parvient pas à terminer.
En janvier 2008, il termine à la septième place du combiné de Kitzbühel, son unique top dix en Coupe du monde.
À partir de la saison 2009-2010, Stutz n'est plus part de l'équipe nationale du Canada, notamment à cause d'une blessure, mais réussit à marquer de nouveau des points en Coupe du monde depuis 2008 en 2011. Il se retire du sport de haut niveau en 2014, mais reste engagé avec les skieurs alpins canadiens.
Au niveau national, il remporte trois titres : le slalom en 2007 et 2008 et le combiné en 2009.

## Palmarès

### Championnats du monde
| Épreuve / Édition | Åre 2007 | Val d'Isère 2009' |
| Slalom            | Abandon  |                   |
| Combiné           |          | Abandon           |

### Coupe du monde
- Meilleur classement général : 81e en 2008.
- Meilleur résultat : 7e.

#### Classements
| Saison / Épreuve | Saison / Épreuve | Général | Général | Slalom | Slalom | Combiné | Combiné |
| ---------------- | ---------------- | ------- | ------- | ------ | ------ | ------- | ------- |
| Saison / Épreuve | Saison / Épreuve | Class.  | Points  | Class. | Points | Class.  | Points  |
| 2007             | 2007             | 130e    | 11      | 52e    | 11     | -       | -       |
| 2008             | 2008             | 81e     | 64      | 55e    | 9      | 20e     | 55      |
| 2011             | 2011             | 140e    | 12      | 51e    | 12     | -       | -       |

### Coupe nord-américaine
- 1er du classement du slalom en 2006 et 2013.
- 7 victoires.

### Championnats du Canada
- Champion de slalom en 2007 et 2008.
- Champion du combiné en 2009.